# Аокі Такесі
Такесі Аокі (яп. 青木剛; нар. 28 вересня 1982, Такасакі) — японський футболіст, півзахисник, захисник клубу «Саган Тосу».
Виступав, зокрема, за клуб «Касіма Антлерс», а також національну збірну Японії.
Чотириразовий чемпіон Японії.

## Клубна кар'єра
Народився 28 вересня 1982 року в місті Такасакі.
У дорослому футболі дебютував 2001 року виступами за команду клубу «Касіма Антлерс», в якій провів п'ятнадцять сезонів, взявши участь у 375 матчах чемпіонату. Більшість часу, проведеного у складі «Касіма Антлерс», був основним гравцем команди.
До складу клубу «Саган Тосу» приєднався 2016 року. Відтоді встиг відіграти за команду з Тосу 7 матчів в національному чемпіонаті.

## Виступи за збірну
У 2008 році дебютував в офіційних матчах у складі національної збірної Японії. Наразі провів у формі головної команди країни 2 матчі.

## Титули і досягнення
- Чемпіон Японії (4):

«Касіма Антлерс»: 2001, 2007, 2008, 2009
- Володар Кубка Імператора (1):

«Касіма Антлерс»: 2007
- Володар Кубка Джей-ліги (4):

«Касіма Антлерс»: 2002, 2011, 2012, 2015
- Володар Суперкубка Японії (2):

«Касіма Антлерс»: 2009, 2010
- Володар Кубка банку Суруга (2):

«Касіма Антлерс»: 2012, 2013
Збірні
- Срібний призер Азійських ігор: 2002